# Evi Strasser
Evi Strasser (* 13. Februar 1964 in Inzell, Bayern) ist eine kanadische Sportlerin, die ihre größten Erfolge als Dressurreiterin erzielte.

## Privates
1988 zog sie nach Kanada, seit 1994 hat sie die kanadische Staatsbürgerschaft.
Strasser lebt in Sainte-Adèle in der kanadischen Provinz Québec.

## Reitsport
Sie begann dreijährig zu reiten.

### Pferde (Auszug)
- Lavinia
- Quantum Tyme (* 1995), Oldenburger Fuchswallach, Vater: Quatro B, Muttervater: Argentinus, Besitzer: Tanya Shostak-Strasser

### Erfolge
- Olympische Spiele
  - 1996, Atlanta: mit Lavinia 10. Platz mit der Mannschaft und 43. Platz im Einzel
- Weltreiterspiele
  - 2006: mit Quantum Tyme 35. Platz im Einzel
- Panamerikanische Spiele:
  - 2003: 2. Platz mit der Mannschaft

## Sonstiges
15 und 16-jährig repräsentierte sie Deutschland bei Skiwettkämpfen. Mit 30 Jahren gewann sie für Kanada die Bronzemedaille beim Snowboard-Weltcup. Zudem startete sie in Windsurf-Wettkämpfen.